# Samdrup Jongkhar körzet
Samdrup Jongkhar egyike Bhután 20 körzetének. Fővárosa Samdrup Jongkhar.

## Földrajz
Az ország délkeleti részén található.

## Gewog-ok
- Bakuli Gewog
- Dalim and Samrang Gewog
- Dechhenling Gewog
- Gomdar Gewog
- Hastinapur Gewog
- Lauri Gewog
- Martshala Gewog
- Norbugang Gewog
- Orong Gewog